# 謝爾路口 (亞利桑那州)
謝爾路口（英語：Chair Crossing）是位於美國亞利桑那州可可尼諾縣的一個非建制地區。該地的面積和人口皆未知。

## 地理
謝爾路口的座標為36°52′22″N 111°35′43″W / 36.87278°N 111.59528°W，而該地的平均海拔高度為962米（即3156英尺）。